# Collegio di Bishop Auckland
Bishop Auckland è un collegio elettorale situato nella contea di Durham, nel Nord Est dell'Inghilterra, e rappresentato alla Camera dei comuni del Parlamento del Regno Unito. Elegge un membro del parlamento con il sistema first-past-the-post, ossia maggioritario a turno unico; l'attuale parlamentare è Sam Rushworth del Partito Laburista, che rappresenta il collegio dal 2024.

## Estensione

Bishop Auckland dal 2010 al 2024

- 1885-1918: parte della divisione sessionale di Bishop Auckland.
- 1918-1950: i distretti urbani di Bishop Auckland e Shildon, e parte del distretto rurale di Auckland.
- 1950-1955: i distretti urbani di Barnard Castle, Bishop Auckland e Shildon, e il distretto rurale di Barnard Castle.
- 1955-1974: i distretti urbani di Barnard Castle e Bishop Auckland, il distretto urbano di Shildon eccetto la parte del ward di Middridge trasferita al distretto rurale di Darlington
- 1974-1983: i distretti urbani di Barnard Castle, Bishop Auckland e Shildon, e i distretti rurali di Barnard Castle e Darlington.
- 1983-1997: i ward del distretto di Wear Valley di Bishop Auckland Town, Cockton Hill, Coundon, Coundon Grange, Escomb, Henknowle, St Helen's, West Auckland e Woodhouse Close, il distretto di Teesdale, e i ward del distretto di Sedgefield di Byerley, Middridge, Neville, Shafto, Simpasture, Sunnydale, Thickley, West e Woodham.
- 1997-2010: i ward del distretto di Wear Valley di Bishop Auckland Town, Cockton Hill, Coundon, Coundon Grange, Escomb, Henknowle, St Helen's, West Auckland e Woodhouse Close, il distretto di Teesdale, e i ward del distretto di Sedgefield di Byerley, Low Spennymoor and Tudhoe Grange, Middlestone, Spennymoor, Sunnydale, Thickley e Tudhoe.
- 2010-2024: i ward del distretto di Wear Valley di Bishop Auckland Town, Cockton Hill, Coundon, Dene Valley, Escomb, Henknowle, West Auckland e Woodhouse Close, il distretto di Teesdale, e i ward del distretto di Sedgefield di Byerley, Low Spennymoor and Tudhoe Grange, Middlestone, Spennymoor, Sunnydale, Thickley e Tudhoe.
- dal 2024: le divisioni elettorali della contea di Durham di Barnard Castle East; Barnard Castle West; Bishop Auckland Town; Coundon; Crook; Evenwood; Shildon and Dene Valley; Tow Law; Weardale; West Auckland e Woodhouse Close.[1]

## Membri del parlamento
| Elezione | Elezione             | Deputato             | Partito            |
| -------- | -------------------- | -------------------- | ------------------ |
|          | 1885                 | James Mellor Paulton | Liberale           |
| Gen 1910 | Henry Havelock-Allan |                      | Liberale           |
|          | 1918                 | Ben Spoor            | Laburista          |
| 1929 (S) | Ruth Dalton          |                      | Laburista          |
| 1929     | Hugh Dalton          |                      | Laburista          |
|          | 1931                 | Aaron Curry          | Liberale Nazionale |
|          | 1935                 | Hugh Dalton          | Laburista          |
| 1959     | James Boyden         |                      | Laburista          |
| 1979     | Derek Foster         |                      | Laburista          |
| 2005     | Helen Goodman        |                      | Laburista          |
|          | 2019                 | Dehenna Davison      | Conservatore       |
|          | 2024                 | Sam Rushworth        | Laburista          |

## Elezioni

### Elezioni negli anni 2020
| Partito                    | Partito                                           | Candidato                  | Risultati 4 luglio 2024 | Risultati 4 luglio 2024 |
| Partito                    | Partito                                           | Candidato                  | Voti                    | %                       |
| -------------------------- | ------------------------------------------------- | -------------------------- | ----------------------- | ----------------------- |
|                            | Laburista                                         | Sam Rushworth              | 17 036                  | 42,14                   |
|                            | Conservatore                                      | Jane MacBean               | 10 364                  | 25,64                   |
|                            | Reform UK                                         | Rhys Burris                | 9 466                   | 23,42                   |
|                            | Verdi                                             | Sarah Hannan               | 1 857                   | 4,59                    |
|                            | Lib Dem                                           | Helen Cross                | 1 373                   | 3,40                    |
|                            | Transform                                         | Rachel Maughan             | 331                     | 0,82                    |
|                            |                                                   |                            |                         |                         |
| Iscritti                   | Iscritti                                          | Iscritti                   | 70 745                  | 100,00                  |
| ↳ Votanti (% su iscritti)  | ↳ Votanti (% su iscritti)                         | ↳ Votanti (% su iscritti)  | 40 427                  | 57,14                   |
| ↳ Astenuti (% su iscritti) | ↳ Astenuti (% su iscritti)                        | ↳ Astenuti (% su iscritti) | 30 318                  | 42,86                   |
|                            |                                                   |                            |                         |                         |
|                            | Esito: collegio passa da Conservatore a Laburista |                            |                         |                         |

### Elezioni negli anni 2010
| Partito                    | Partito                                           | Candidato                  | Risultati 12 dicembre 2019 | Risultati 12 dicembre 2019 |
| Partito                    | Partito                                           | Candidato                  | Voti                       | %                          |
| -------------------------- | ------------------------------------------------- | -------------------------- | -------------------------- | -------------------------- |
|                            | Conservatore                                      | Dehenna Davison            | 24 067                     | 53,71                      |
|                            | Laburista                                         | Helen Goodman              | 16 105                     | 35,94                      |
|                            | Brexit                                            | Nicholas Brown             | 2 500                      | 5,58                       |
|                            | Lib Dem                                           | Ray Georgeson              | 2 133                      | 4,76                       |
|                            |                                                   |                            |                            |                            |
| Iscritti                   | Iscritti                                          | Iscritti                   | 68 170                     | 100,00                     |
| ↳ Votanti (% su iscritti)  | ↳ Votanti (% su iscritti)                         | ↳ Votanti (% su iscritti)  | 44 805                     | 65,73                      |
| ↳ Astenuti (% su iscritti) | ↳ Astenuti (% su iscritti)                        | ↳ Astenuti (% su iscritti) | 23 365                     | 34,27                      |
|                            |                                                   |                            |                            |                            |
|                            | Esito: collegio passa da Laburista a Conservatore |                            |                            |                            |

| Partito                    | Partito                                | Candidato                  | Risultati 8 giugno 2017 | Risultati 8 giugno 2017 |
| Partito                    | Partito                                | Candidato                  | Voti                    | %                       |
| -------------------------- | -------------------------------------- | -------------------------- | ----------------------- | ----------------------- |
|                            | Laburista                              | Helen Goodman              | 20 808                  | 48,08                   |
|                            | Conservatore                           | Christopher Adams          | 20 306                  | 46,92                   |
|                            | Lib Dem                                | Ciaran Morrissey           | 1 176                   | 2,72                    |
|                            | BNP                                    | Adam Walker                | 991                     | 2,29                    |
|                            |                                        |                            |                         |                         |
| Iscritti                   | Iscritti                               | Iscritti                   | 67 525                  | 100,00                  |
| ↳ Votanti (% su iscritti)  | ↳ Votanti (% su iscritti)              | ↳ Votanti (% su iscritti)  | 43 281                  | 64,10                   |
| ↳ Astenuti (% su iscritti) | ↳ Astenuti (% su iscritti)             | ↳ Astenuti (% su iscritti) | 24 244                  | 35,90                   |
|                            |                                        |                            |                         |                         |
|                            | Esito: collegio confermato a Laburista |                            |                         |                         |

| Partito                    | Partito                                | Candidato                  | Risultati 7 maggio 2015 | Risultati 7 maggio 2015 |
| Partito                    | Partito                                | Candidato                  | Voti                    | %                       |
| -------------------------- | -------------------------------------- | -------------------------- | ----------------------- | ----------------------- |
|                            | Laburista                              | Helen Goodman              | 16 307                  | 41,40                   |
|                            | Conservatore                           | Christopher Adams          | 12 799                  | 32,49                   |
|                            | UKIP                                   | Rhys Burriss               | 7 015                   | 17,81                   |
|                            | Lib Dem                                | Stephen White              | 1 723                   | 4,37                    |
|                            | Verdi                                  | Thom Robinson              | 1 545                   | 3,92                    |
|                            |                                        |                            |                         |                         |
| Iscritti                   | Iscritti                               | Iscritti                   | 64 411                  | 100,00                  |
| ↳ Votanti (% su iscritti)  | ↳ Votanti (% su iscritti)              | ↳ Votanti (% su iscritti)  | 39 389                  | 61,15                   |
| ↳ Astenuti (% su iscritti) | ↳ Astenuti (% su iscritti)             | ↳ Astenuti (% su iscritti) | 25 022                  | 38,85                   |
|                            |                                        |                            |                         |                         |
|                            | Esito: collegio confermato a Laburista |                            |                         |                         |

| Partito                    | Partito                                | Candidato                  | Risultati 6 maggio 2010 | Risultati 6 maggio 2010 |
| Partito                    | Partito                                | Candidato                  | Voti                    | %                       |
| -------------------------- | -------------------------------------- | -------------------------- | ----------------------- | ----------------------- |
|                            | Laburista                              | Helen Goodman              | 16 023                  | 38,95                   |
|                            | Conservatore                           | Barbara Harrison           | 10 805                  | 26,27                   |
|                            | Lib Dem                                | Mark Wilkes                | 9 189                   | 22,34                   |
|                            | BNP                                    | Adam Walker                | 2 036                   | 4,95                    |
|                            | Local Liberals People Before Politics  | Sam Zair                   | 1 964                   | 4,77                    |
|                            | UKIP                                   | Dave Brothers              | 1 119                   | 2,72                    |
|                            |                                        |                            |                         |                         |
| Iscritti                   | Iscritti                               | Iscritti                   | 68 332                  | 100,00                  |
| ↳ Votanti (% su iscritti)  | ↳ Votanti (% su iscritti)              | ↳ Votanti (% su iscritti)  | 41 136                  | 60,20                   |
| ↳ Astenuti (% su iscritti) | ↳ Astenuti (% su iscritti)             | ↳ Astenuti (% su iscritti) | 27 196                  | 39,80                   |
|                            |                                        |                            |                         |                         |
|                            | Esito: collegio confermato a Laburista |                            |                         |                         |

### Elezioni negli anni 2000
| Partito                    | Partito                                | Candidato                  | Risultati 5 maggio 2005 | Risultati 5 maggio 2005 |
| Partito                    | Partito                                | Candidato                  | Voti                    | %                       |
| -------------------------- | -------------------------------------- | -------------------------- | ----------------------- | ----------------------- |
|                            | Laburista                              | Helen Goodman              | 19 065                  | 50,00                   |
|                            | Lib Dem                                | Chris Foote Wood           | 9 018                   | 23,65                   |
|                            | Conservatore                           | Richard Bell               | 8 736                   | 22,91                   |
|                            | UKIP                                   | Margaret Hopson            | 1 309                   | 3,43                    |
|                            |                                        |                            |                         |                         |
| Iscritti                   | Iscritti                               | Iscritti                   | 67 483                  | 100,00                  |
| ↳ Votanti (% su iscritti)  | ↳ Votanti (% su iscritti)              | ↳ Votanti (% su iscritti)  | 38 128                  | 56,50                   |
| ↳ Astenuti (% su iscritti) | ↳ Astenuti (% su iscritti)             | ↳ Astenuti (% su iscritti) | 29 355                  | 43,50                   |
|                            |                                        |                            |                         |                         |
|                            | Esito: collegio confermato a Laburista |                            |                         |                         |

| Partito                    | Partito                                | Candidato                  | Risultati 7 giugno 2001 | Risultati 7 giugno 2001 |
| Partito                    | Partito                                | Candidato                  | Voti                    | %                       |
| -------------------------- | -------------------------------------- | -------------------------- | ----------------------- | ----------------------- |
|                            | Laburista                              | Derek Foster               | 22 680                  | 58,82                   |
|                            | Conservatore                           | Fiona P. McNish            | 8 754                   | 22,70                   |
|                            | Lib Dem                                | Chris Foote Wood           | 6 073                   | 15,75                   |
|                            | UKIP                                   | Carl D. Bennett            | 1 052                   | 2,73                    |
|                            |                                        |                            |                         |                         |
| Iscritti                   | Iscritti                               | Iscritti                   | 67 410                  | 100,00                  |
| ↳ Votanti (% su iscritti)  | ↳ Votanti (% su iscritti)              | ↳ Votanti (% su iscritti)  | 38 559                  | 57,20                   |
| ↳ Astenuti (% su iscritti) | ↳ Astenuti (% su iscritti)             | ↳ Astenuti (% su iscritti) | 28 851                  | 42,80                   |
|                            |                                        |                            |                         |                         |
|                            | Esito: collegio confermato a Laburista |                            |                         |                         |

## Risultati dei referendum

### Referendum sulla permanenza del Regno Unito nell'Unione europea del 2016
|             | Collegio        | Lasciare UE % | Rimanere in UE % |
| ----------- | --------------- | ------------- | ---------------- |
|             | Bishop Auckland | 60,6%         | 39,4%            |
| Inghilterra | 53,3%           | 46,7%         |                  |
| Regno Unito | 51,9%           | 48,1%         |                  |